# Paul Schulze
Paul Schulze (ur. 12 czerwca 1962) – amerykański aktor.
Znany głównie z ról telewizyjnych – jako Ryan Chappelle występował w serialu stacji FOX 24 godziny (2001–2004; za rolę tę w roku 2005 był nominowany do Screen Actors Guild Award), w serialu HBO Rodzina Soprano wcielał się w postać Ojca Phil Intintola (1999–2006). Gościnnie pojawił się w szeregu tasiemców (jak Frasier czy Prawo i porządek).
Występuje także w projektach kinowych; zagrał w Johnie Rambo, Azylu oraz Zodiaku.
Posiada korzenie niemieckie.